# Általános magasságtétel
Az általános magasságtétel az euklideszi geometria egyik elemi tétele, mely egy háromszög magasságát az oldalak (négyzetgyök-kifejezést tartalmazó) függvényében adja meg; kimondja, hogy egy háromszög három oldalának ismeretében kiszámítható a háromszög bármelyik magassága. Az általános magasságtételt egyébként a derékszögű háromszögekre vonatkozó magasságtételtől való megkülönböztetés érdekében mondjuk „általánosnak”.
Például ha a háromszögoldalak {\displaystyle a,b,c} {\displaystyle \left(\in \mathbb {R} ^{+}\right)}, akkor a {\displaystyle c} oldalhoz tartozó magasságot az alábbi tört alakú képlet adja meg:
amely mindig értelmes, nem negatív valós szám; tetszőleges {\displaystyle a,b,c\geq 0} számokra ugyanis a háromszög-egyenlőtlenség miatt a gyökjelek alatti kifejezések pozitívak. Hasonlóan lehet a többi oldalhoz tartozó magasságot is kiszámítani, csak a képlet nevezőjében nem a {\displaystyle c}, hanem a megfelelő oldallal kell osztani.
Szavakban megfogalmazva, egy háromszög adott oldalhoz tartozó magasságát úgy számíthatjuk ki, hogy a három oldal összegét megszorozzuk az oldalak olyan előjeles összegeivel, melyekben mindig pontosan egy oldal -1, a többi +1 együtthatóval szerepel, az így kapott négytényezős szorzatból négyzetgyököt vonunk, és osztjuk az adott oldal kétszeresével. Figyeljük meg, hogy a törtképlet számlálója nem függ attól, épp melyik oldalhoz tartozó magasságot számítjuk: a számláló az {\displaystyle a,b,c} paraméterekre nézve teljesen szimmetrikus. Ennek így is kell lennie, hisz ha jobban megnézzük (pontosabban c-vel szorzunk és osztunk 2-vel), a számláló a háromszög területének a négyszerese.
Az általános magasságtétel – amely tompaszögű háromszögekre ugyanúgy érvényes, mint a hegyesszögűekre és a derékszögűekre – bizonyítása a Pitagorasz-tételen alapulhat, és egyik fontos matematikai alkalmazását a Hérón-képlet levezetésében találjuk, mely utóbbi bizonyítása az általános magasságtételből tulajdonképp csak annyi, hogy egy új változót vezetünk be (az {\displaystyle s={\frac {a+b+c}{2}}} félkerületet).

## Lásd még
- Hérón-képlet
- Háromszög magassága